# Adela Cortina Orts
Adela Cortina Orts (València, 1947) és una filòsofa valenciana, catedràtica en ètica per la Universitat de València. Des de 2008 forma part de la Reial Acadèmia de Ciències Morals i Polítiques. És directora de la Fundació ÉTNOR (per a l'Ètica dels Negocis i les Organitzacions).

## Biografia
Després de cursar filosofia i lletres en la Universitat de València, va ingressar en 1969 en el departament de metafísica. En 1976, defensa la seua tesi doctoral, sobre Déu en la filosofia transcendental kantiana i ensenya durant un temps en instituts d'ensenyament mitjà. Una beca d'investigació li permet freqüentar la Universitat de Múnic, on entra en contacte amb el racionalisme crític, el pragmatisme i l'ètica marxista i, més en concret amb la filosofia de Jürgen Habermas i Karl-Otto Apel.
En reintegrar-se a l'activitat acadèmica a Espanya, orienta definitivament els seus interessos d'investigació cap a l'ètica. En 1981 ingressa en el departament de filosofia pràctica de la Universitat de València. En 1986 obté la càtedra de filosofia del Dret Moral, relatives a l'economia, l'empresa, la discriminació de la dona, la Guerra, l'ecologia, la genètica, etc. Són àmbits igualment conreats per l'autora en les seues obres.
Està casada amb el també filòsof i catedràtic de la Universitat de València, Jesús Conill Sancho. Ha estat nomenada acadèmica de la Reial Acadèmia de Ciències Morals i Polítiques (2 de desembre de 2008), la primera dona que entra a formar part d'aquesta institució i investida com a Doctora Honoris causa per la Universitat Jaume I de Castelló (15 de gener de 2009) i per la Universitat Politècnica de Cartagena (27 de gener de 2012). En 2014 va guanyar el Premi Nacional d'Assaig amb ¿Para qué sirve realmente la ética?
L'any 2017 va rebre l'Alta Distinció de la Generalitat Valenciana en el marc de la celebració del 9 d'Octubre.

## Obra

### Llibres
- Crítica y utopía: La Escuela de Francfort. Cincel, 1985. ISBN 84-7046-418-3
- Razón comunicativa y responsabilidad solidaria: ética y política en K.O. Apel. Sígueme, 1985. ISBN 84-301-0978-1
- Ética mínima: Introducción a la filosofía práctica. Madrid: Tecnos, 1986. ISBN 84-309-1748-9.
- Ética sin moral. Madrid: Tecnos, 1990. ISBN 84-309-2642-9
- La moral del camaleón: ética política para nuestro fin de siglo. Espasa Calpe, 1991. ISBN 84-239-2456-4
- La fonamentació filosòfica i científica de l'ètica (amb Ramon Nogués). Claret, 1994. ISBN 84-7263-921-5
- La ética de la sociedad civil. Anaya, 1994. ISBN 84-207-6403-5
- Ética de la empresa: claves para una nueva cultura empresarial. Trotta, 1994. ISBN 84-8164-013-1
- El quehacer ético: guía para la educación moral. Madrid: Santillana, 1996. ISBN 84-294-4881-0
- Un món de valors (amb Juan Escámez Sánchez i Esteban Pérez-Delgado). Generalitat Valenciana, 1996. ISBN 84-482-1451-X
- Hasta un pueblo de demonios. Ética Pública y Sociedad. Taurus. 1998. ISBN 8430602984.
- 10 palabras clave en filosofía política (amb Ángel Castiñeira i altres). Estella: Verbo Divino, 1998. ISBN 84-8169-161-5
- Los ciudadanos como protagonistas. Círculo de Lectores, 1999. ISBN 84-8109-226-6
- Contracte i aliança. Barcelona: Cruïlla, 2001. ISBN 84-661-0199-3
- Por una ética del consumo. Taurus. 2002 ISBN 84-306-0485-5
- Construir confianza: ética de la empresa en la sociedad de la información y las comunicaciones. Trotta, 2003. ISBN 84-8164-621-0
- Ética para la sociedad civil (coordinada per Francisco Javier Peña Echevarría). Valladolid: Universidad de Valladolid, Secretariado de Publicaciones i Intercambio, 2003. ISBN 84-8448-231-6
- Consumeixo = existeixo? (amb Ignacio Carreras). Cristianisme i Justícia, 2004. ISBN 84-9730-067-X
- Ética de la razón cordial. Educar en la ciudadanía del siglo XXI. Nobel, 2007. ISBN 978-84-8459-179-5
- Pobreza y libertad. Erradicar la pobreza desde el enfoque de Amartya Sen. Tecnos, 2009.
- Las fronteras de la persona. El valor de los animales, la dignidad de los humanos. Taurus. 2009. ISBN 978-84-3060765-5.
- Las raíces éticas de la democracia, Universitat de València, 2010
- Justicia cordial, Madrid, Trotta, 2010
- Neuroética y neuropolítica: sugerencias para la educación moral. Madrid, Tecnos, 2011

### Assaig
- Ética de la razón cordial. Guanyador del Premio Internacional de Ensayo Jovellanos 2007.